# Castroserracín
Castroserracín – gmina w Hiszpanii, w prowincji Segowia, w Kastylii i León, o powierzchni 21,05 km². W 2011 roku gmina liczyła 55 mieszkańców.